# Salvatore De Giorgi
Salvatore De Giorgi (Vernole, 6 settembre 1930) è un cardinale e arcivescovo cattolico italiano, dal 19 dicembre 2006 arcivescovo emerito di Palermo e presidente emerito della Fondazione vaticana Cardinale Salvatore De Giorgi.

## Biografia
Nasce a Vernole, provincia e diocesi di Lecce (poi arcidiocesi) il 6 settembre 1930. Entra nel seminario diocesano di Lecce nel 1941, all'età di 11 anni e vi compie gli studi medi inferiori e ginnasiali. Si trasferisce poi a Molfetta, presso il Pontificio Seminario Pio XI, dove terminati gli studi liceali intraprende gli studi di Teologia. Nel 1950 riceve gli ordini minori (tonsura, lettorato, esorcistato e accolitato) dalle mani del vescovo Francesco Minerva (poi arcivescovo).

### Presbiterato
Ha ricevuto l'ordine sacro il 28 giugno 1953 dal vescovo Francesco Minerva, del quale è segretario fino al 1958. Da sacerdote ha ricoperto a lungo l'incarico di parroco, nello specifico, il 12 ottobre 1958, giorno delle esequie di papa Pio XII del quale è grande estimatore, diviene il primo parroco della parrocchia di Santa Maria delle Grazie in Santa Rosa di Lecce, incarico che ricopre fino al 1973. Nella diocesi è stato anche per vent'anni insegnante di religione, oltre che assistente della 
F.U.C.I., della gioventù studentesca e degli scout, dell'Azione cattolica. Dal 1969 è delegato e poi vicario per la pastorale diocesana e direttore dell'Ufficio pastorale diocesano.

### Episcopato e cardinalato
Nominato da papa Paolo VI vescovo titolare di Tulana e vescovo ausiliare di Oria, il 21 novembre 1973, riceve la consacrazione episcopale nella cattedrale di Lecce il 27 dicembre 1973 dal vescovo Francesco Minerva. Il 29 novembre 1975 viene nominato vescovo coadiutore di Oria; succede alla medesima sede il 17 marzo 1978.  Nel 1981 è promosso arcivescovo di Foggia, alla quale sono unite in persona episcopi le diocesi di Troia e di Bovino. Con la ristrutturazione della medesima diocesi diviene Arcivescovo di Foggia-Bovino il 30 settembre 1986. Durante il suo ministero a Foggia ospita la visita apostolica di papa Giovanni Paolo II.
Il 10 ottobre 1987 viene trasferito a Taranto, dove mantiene il ministero episcopale fino al 1990. Nel 1989 accoglie papa Giovanni Paolo II in visita a Taranto, che celebrò messa presso l'Italsider.
Nel 1990, dopo due anni e mezzo di ministero episcopale a Taranto, è nominato assistente generale di Azione Cattolica, divenendo Arcivescovo emerito di Taranto.
Diventato arcivescovo metropolita di Palermo e primate di Sicilia il 4 aprile 1996, facendo il suo ingresso solenne in diocesi il 25 maggio dello stesso anno. È creato cardinale da papa Giovanni Paolo II nel concistoro del 21 febbraio 1998, con il Titolo di Santa Maria in Ara Coeli. Nel 2005 partecipa al conclave che elegge papa Benedetto XVI.
Nel 2003 riceve la Laurea honoris causa in Medicina e Chirurgia presso l'università di Palermo, in riconoscimento del suo impegno per gli ammalati e i sofferenti.
Dal 19 dicembre 2006 è arcivescovo emerito di Palermo, per raggiunti limiti di età; gli succede l'arcivescovo Paolo Romeo.
Il 31 gennaio 2007 la Conferenza Episcopale Italiana lo nomina presidente della Federazione Italiana Esercizi Spirituali.
Ha compiuto 80 anni il 6 settembre 2010 ed è per questo escluso dal numero dei cardinali elettori per i futuri conclavi.
Il 19 novembre 2011 riceve a Battipaglia il premio internazionale Tu es Petrus dall'omonima associazione e accetta la carica di presidente onorario del comitato scientifico.
È stato membro della Congregazione per il clero, del Pontificio consiglio per i laici, del Pontificio consiglio per la famiglia e della Congregazione per il culto divino e la disciplina dei sacramenti.
Il 24 aprile 2012 è nominato membro della commissione costituita da papa Benedetto XVI per indagare sulla fuoriuscita di documenti e lettere riservati dal Vaticano insieme ai cardinali Julián Herranz Casado e Jozef Tomko, meglio nota quale commissione “Vatileaks”.
Il 25 maggio 2013 ha presieduto, come delegato papale, il rito di beatificazione di don Pino Puglisi, sacerdote ucciso dalla mafia il 15 settembre 1993, del quale aveva avviato il processo di beatificazione, in odium fidei, durante il suo episcopato palermitano, nel 1999. 
Il 27 maggio 2022, in seguito alla morte del cardinale Angelo Sodano, diventa il più anziano cardinale italiano vivente e rimane tale fino alla creazione a cardinale del nunzio apostolico Angelo Acerbi, avvenuta durante il concistoro del 7 dicembre 2024.

## Pubblicazioni
- Le meraviglie del Regno, LEV, Città del Vaticano 1989
- L'Assistente per un'AC protesa alla nuova evangelizzazione, AVE, Roma 1991
- Riscopriamo la nostra ministerialità, AVE, Roma 1992
- A trent'anni dal concilio Vaticano II verso il grande Giubileo del 2000, AVE, Roma 1995
- L'Azione cattolica in cammino col Papa, AVE, Roma 1995.

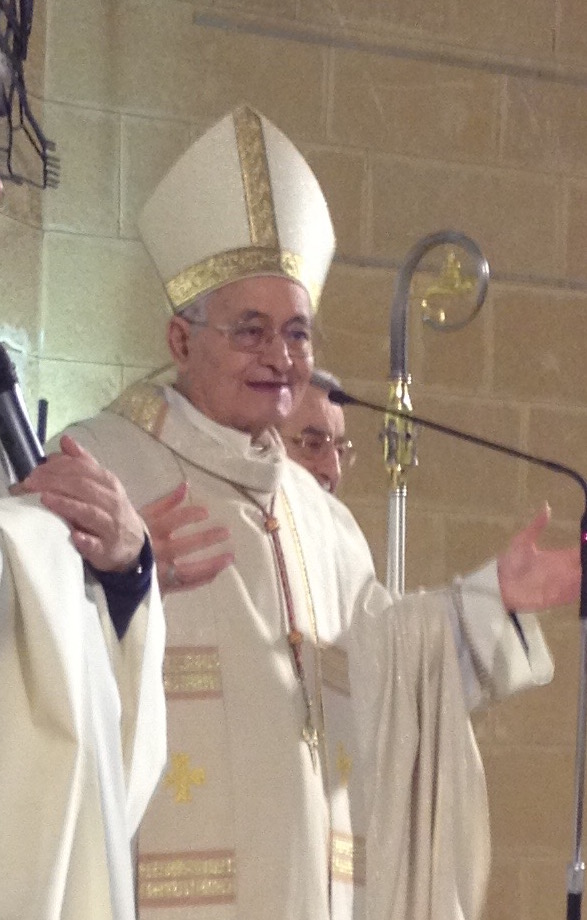
Il cardinale De Giorgi durante una celebrazione nella sua parrocchia a Lecce, dove è stato fondatore e primo parroco.

## Genealogia episcopale e successione apostolica
La genealogia episcopale è:
- Cardinale Scipione Rebiba
- Cardinale Giulio Antonio Santori
- Cardinale Girolamo Bernerio, O.P.
- Arcivescovo Galeazzo Sanvitale
- Cardinale Ludovico Ludovisi
- Cardinale Luigi Caetani
- Cardinale Ulderico Carpegna
- Cardinale Paluzzo Paluzzi Altieri degli Albertoni
- Papa Benedetto XIII
- Papa Benedetto XIV
- Cardinale Enrico Enriquez
- Arcivescovo Manuel Quintano Bonifaz
- Cardinale Buenaventura Córdoba Espinosa de la Cerda
- Cardinale Giuseppe Maria Doria Pamphilj
- Papa Pio VIII
- Papa Pio IX
- Cardinale Gustav Adolf von Hohenlohe-Schillingsfürst
- Arcivescovo Salvatore Magnasco
- Cardinale Gaetano Alimonda
- Cardinale Agostino Richelmy
- Arcivescovo Angelo Bartolomasi
- Arcivescovo Ferdinando Bernardi
- Arcivescovo Francesco Minerva
- Cardinale Salvatore De Giorgi

La successione apostolica è:
- Vescovo Raffaele Castielli (1987)
- Vescovo Vito De Grisantis (2000)
- Arcivescovo Salvatore Di Cristina (2001)
- Vescovo Paolo Urso (2002)
- Arcivescovo Michele Pennisi (2002)
- Arcivescovo Cataldo Naro (2002)
- Vescovo Mario Russotto (2003)
- Arcivescovo Giuseppe Satriano (2014)